# إيتشيزو ناكاتا
إيتشيزو ناكاتا (باليابانية: 中田 一三) (مواليد 19 أبريل 1973)، هو لاعب كرة قدم ياباني سابق كان يلعب كمدافع.

## وصلات خارجية
- إيتشيزو ناكاتا على موقع رابطة كرة القدم اليابانية للمحترفين (اليابانية)
- إيتشيزو ناكاتا على موقع قاعدة بيانات كرة القدم.إي يو (الإنجليزية)
- إيتشيزو ناكاتا على موقع Soccerway.com (الإنجليزية)
- إيتشيزو ناكاتا على موقع عالم كرة القدم.نت (الإنجليزية)